# Flugplatz Schwenningen am Neckar

i7
i11
i13
Der Flugplatz Schwenningen (ICAO-Code: EDTS) ist ein kleiner Verkehrslandeplatz in Villingen-Schwenningen am östlichen Rand des Stadtbezirks Schwenningen in Baden-Württemberg.
Der Flugplatz wird hauptsächlich von Privatpiloten genutzt. Es findet vor allem Motorflugbetrieb statt. Außerdem betreiben Fallschirmspringer ihr Hobby von diesem Flugplatz aus. Angegliedert ist ein Luftfahrtmuseum.